# George Thorne (golfista)
George Thorne (Balmain, 3 settembre 1846 – Weston-super-Mare, 23 giugno 1907) è stato un golfista britannico.
Partecipò alle Olimpiadi di Parigi del 1900, ottenendo il sesto posto nel torneo maschile di golf con il punteggio di 185.